# Capitoli di Assassination Classroom

Copertina del secondo volume dell'edizione italiana

Questa è la lista dei capitoli di Assassination Classroom, manga scritto ed illustrato da Yūsei Matsui. L'opera è stata serializzata settimanalmente sulla rivista Weekly Shōnen Jump di Shūeisha dal 2 luglio 2012 al 19 marzo 2016 e in seguito raccolta in 21 volumi tankōbon, pubblicati dal 2 novembre 2012 al 4 luglio 2016.
In Italia il manga è edito dalla Panini Comics sotto l'etichetta Planet Manga, che ne ha iniziato la pubblicazione l'8 maggio 2014.

## Lista volumi
| Nº | Titolo italiano Giapponese 「Kanji」 - Rōmaji                            | Data di prima pubblicazione             | Data di prima pubblicazione |
| Nº | Titolo italiano Giapponese 「Kanji」 - Rōmaji                            | Giapponese                              | Italiano                    |
| 1  | L'ora di assassinio 「暗殺の時間」 - Ansatsu no jikan                    | 2 novembre 2012 ISBN 978-4-08-870596-5  | 2 maggio 2014               |
| 2  | L'ora degli adulti 「大人の時間」 - Otona no jikan                       | 28 dicembre 2012 ISBN 978-4-08-870604-7 | 27 giugno 2014              |
| 3  | L'ora della nuova compagna 「転校生の時間」 - Tenkōsei no jikan          | 4 marzo 2013 ISBN 978-4-08-870633-7     | 29 agosto 2014              |
| 4  | L'ora dell'assurdo 「まさかの時間」 - Masaka no jikan                    | 2 maggio 2013 ISBN 978-4-08-870667-2    | 24 ottobre 2014             |
| 5  | L'ora del talento 「才能の時間」 - Sainō no jikan                        | 4 luglio 2013 ISBN 978-4-08-870769-3    | 9 gennaio 2015              |
| 6  | L'ora di nuoto 「水泳の時間」 - Suiei no jikan                           | 4 ottobre 2013 ISBN 978-4-08-870821-8   | 27 febbraio 2015            |
| 7  | L'ora dell'isola 「島の時間」 - Shima no jikan                           | 27 dicembre 2013 ISBN 978-4-08-870854-6 | 5 maggio 2015               |
| 8  | L'ora dell'occasione 「チャンスの時間」 - Chansu no jikan                | 4 marzo 2014 ISBN 978-4-08-880028-8     | 26 giugno 2015              |
| 9  | L'ora dello shock 「衝撃の時間」 - Shōgeki no jikan                      | 2 maggio 2014 ISBN 978-4-08-880059-2    | 28 agosto 2015              |
| 10 | L'ora dei ladri 「泥棒の時間」 - Dorobō no jikan                         | 4 luglio 2014 ISBN 978-4-08-880137-7    | 30 ottobre 2015             |
| 11 | L'ora del festival di atletica 「体育祭の時間」 - Taiikumatsuri no jikan | 3 ottobre 2014 ISBN 978-4-08-880194-0   | 8 gennaio 2016              |
| 12 | L'ora del Dio della Morte 「『死神』の時間」 - Shinigami no jikan        | 27 dicembre 2014 ISBN 978-4-08-880223-7 | 4 marzo 2016                |
| 13 | L'ora dei progetti per il futuro 「進路の時間」 - Shinro no jikan        | 4 marzo 2015 ISBN 978-4-08-880317-3     | 6 maggio 2016               |
| 14 | L'ora di fine trimestre 「期末の時間」 - Kimatsu no jikan                | 1º maggio 2015 ISBN 978-4-08-880354-8   | 8 luglio 2016               |
| 15 | L'ora della tempesta 「嵐の時間」 - Arashi no jikan                      | 3 luglio 2015 ISBN 978-4-08-880425-5    | 9 settembre 2016            |
| 16 | L'ora del passato 「過去の時間」 - Kako no jikan                         | 3 ottobre 2015 ISBN 978-4-08-880485-9   | 4 novembre 2016             |
| 17 | L'ora dello scisma 「分裂の時間」 - Bunretsu no jikan                    | 28 dicembre 2015 ISBN 978-4-08-880581-8 | 12 gennaio 2017             |
| 18 | L'ora di San Valentino 「バレンタインの時間」 - Barentain no jikan       | 4 marzo 2016 ISBN 978-4-08-880627-3     | 9 marzo 2017                |
| 19 | L'ora di andare a scuola 「登校の時間」 - Tōkō no jikan                  | 4 aprile 2016 ISBN 978-4-08-880651-8    | 4 maggio 2017               |
| 20 | L'ora del diploma 「登校の時間」 - Sotsugyō no jikan                     | 3 giugno 2016 ISBN 978-4-08-880686-0    | 6 luglio 2017               |
| 21 | L'ora del ringraziamento 「ありがとうの時間」 - Arigatou no jikan        | 4 luglio 2016 ISBN 978-4-08-880727-0    | 14 settembre 2017           |